# Sint-Martinuskerk (Wilsele)

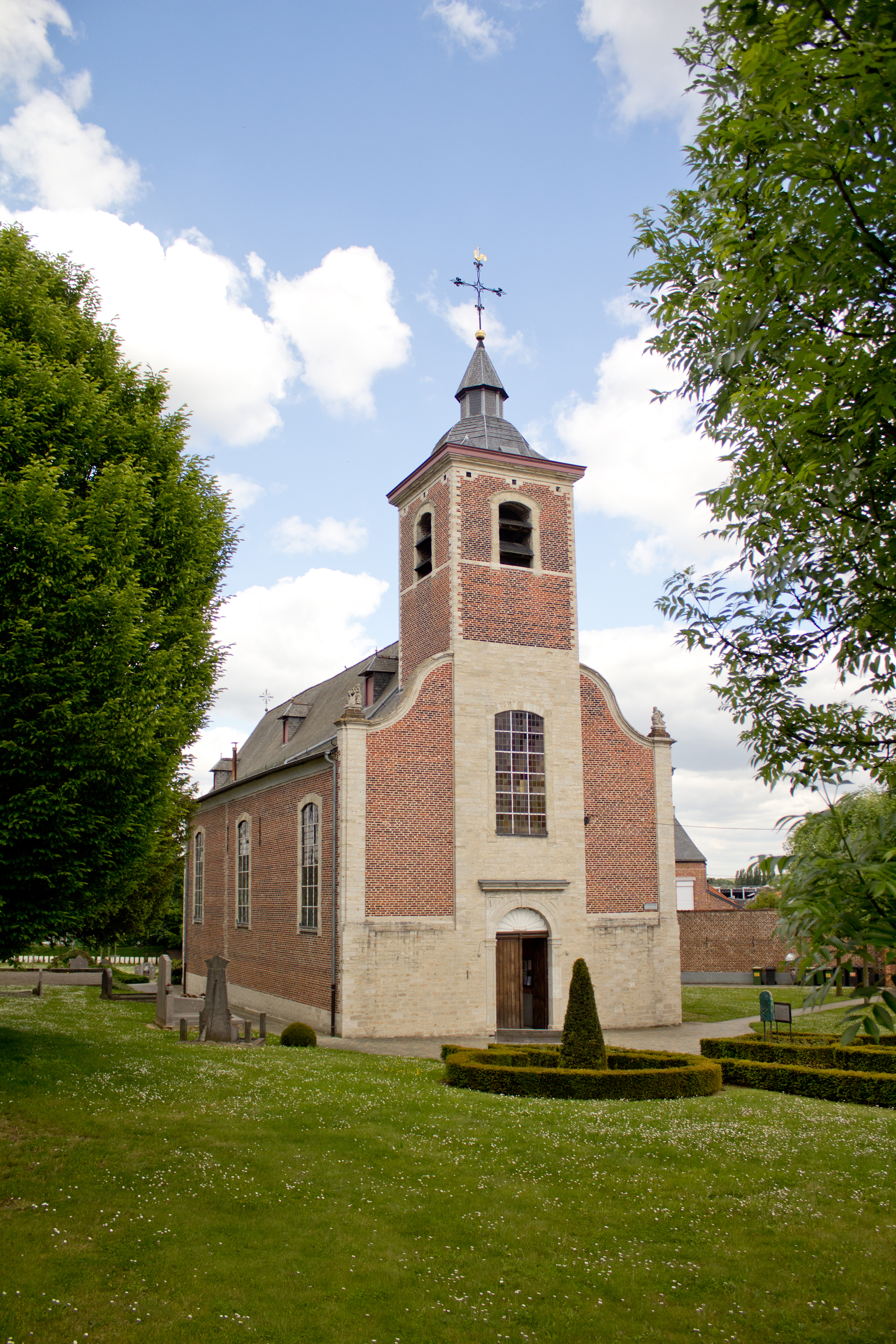
Sint-Martinuskerk

De Sint-Martinuskerk is een rooms-katholieke kerk, gelegen in voormalige gemeente Wilsele, thans deelgemeente van de stad Leuven. Tot de bouw van de Sint-Agathakerk (1899-1901) was de Sint-Martinuskerk de enige parochiekerk op het grondgebied van Wilsele.

## Geschiedenis
Al sinds de 12e eeuw is er melding van een kerkgebouw, gewijd aan de heilige Martinus van Tours, in Wilsele.
Het huidige kerkgebouw dateert van 1777. De kerk is gebouwd in classicistische stijl. De kerk is als beschermd erfgoed erkend door de Vlaamse overheid.

## Interieur
De kerk bezit een door Pieter Jozef Verhaghen vervaardigd schilderij. Er zijn drie schilderijen door Jan-Jozef Horemans (1746). Uit begin 16e eeuw is een gotische calvarie en er is een 17e-eeuws Sint-Martinusbeeld. Er is meubilair in Lodewijk XV-stijl (midden 18e eeuw).